# Christián Gregorio Díaz Carrasco
Christian Gregorio Díaz Carrasco (Nicolás Bravo, 29 de agosto de 1991) es un político mexicano. Fue senador suplente por primera minoría en 2024.

## Biografía
Nació el 28 de agosto de 1991 en la ranchería Nicolás Bravo perteneciente al municipio de Jalpa de Méndez, Tabasco. Es egresado como técnico agropecuario por el Centro de Bachillerato Tecnológico Agropecuario (CBT) N.º 94 Jalpa de Méndez. Posteriormente estudió la carrera de Ingeniería Petrolera en el Instituto Tecnológico de la Chontalpa en Nacajuca, Tabasco.
Entre 2013 y 2015 fungió como enlace para trámites de proyectos ante instancias federales vía Congreso y/o Cámara de Diputados en el ayuntamiento de Centro. De 2018 a 2024 trabajó como asesor en el Senado de la República. Desde 2018 a 2024 se desempeñó como coordinador del Municipio de Jalpa de Méndez de la Organización Jóvenes Emprendedores de Tabasco (JET).
Asumió el cargo como senador por primera minoría el 1 de febrero de 2024 en suplencia de Juan Manuel Fócil Pérez para el periodo que culmina el 31 de agosto del mismo año, durante la LXV Legislatura; convirtiéndose en el senador más joven de dicha legislatura.
Posteriormente informó su decisión de incorporarse al Grupo Parlamentario del PRD, teniendo su primera participación en tribuna el día 7 de febrero de 2024. En el senado ocupa el cargo de secretario de las Comisiones de Juventud y Deporte y de la Comisión de Defensa Nacional. Es a su vez integrante de la Comisión de Economía, Comisión de Salud y de la Comisión de Hacienda y Crédito Público.
Fue designado Consejero del Poder Legislativo del PRD ante el Instituto Nacional Electoral.
En junio de 2024 hizo pública su renuncia al PRD y se afilió a MORENA.